# Canton de Sevran
Le canton de Sevran est une circonscription électorale française située dans le département de la Seine-Saint-Denis et la région Île-de-France.
À la suite du redécoupage cantonal de 2014, les limites territoriales du canton sont remaniées, et le nombre de communes du canton passe de une à deux.

## Géographie
Le canton de Sevran est une circonscription électorale française située le nord-est du département de la Seine-Saint-Denis. Il recouvre une partie du pays de France et la partie septentrionale du pays d'Aulnoye, marquée par la présence des restes de l'ancienne forêt de Bondy (parc de la Poudrerie de Sevran, bois des Sablons, bois de la Tussion).

## Histoire

### Canton deSeine-et-Oise
Le canton est créé par l'article 10 du décret du 28 janvier 1964, qui scinde l'ancien canton d'Aulnay-sous-Bois en : 
- le nouveau canton d'Aulnay-sous-Bois, composé de la commune d'Aulnay-sous-Bois ;
- le canton du Blanc-Mesnil, composé de la commune du Blanc-Mesnil ;
- le canton de Sevran, composé des communes de Sevran, Tremblay-lès-Gonesse et Villepinte[1].

### Canton de laSeine-Saint-Denis
Le canton a été recréé par le décret du 20 juillet 1967, lors de la constitution du département de la Seine-Saint-Denis. Il était constitué par la commune de Sevran
Un nouveau découpage territorial de la Seine-Saint-Denis entré en vigueur à l'occasion des premières élections départementales suivant le décret du 21 février 2014. Les conseillers départementaux sont, à compter de ces élections, élus au scrutin majoritaire binominal mixte. Les électeurs de chaque canton élisent au Conseil départemental, nouvelle appellation du Conseil général, deux membres de sexe différent, qui se présentent en binôme de candidats. Les conseillers départementaux sont élus pour 6 ans au scrutin binominal majoritaire à deux tours, l'accès au second tour nécessitant 12,5 % des inscrits au 1er tour. En outre, la totalité des conseillers départementaux est renouvelée. Ce nouveau mode de scrutin nécessite un redécoupage des cantons dont le nombre est divisé par deux avec arrondi à l'unité impaire supérieure si ce nombre n'est pas entier impair, assorti de conditions de seuils minimaux. En Seine-Saint-Denis, le nombre de cantons passe ainsi de 40 à 21.
Dans ce cadre, le canton de Sevran est conservé et s'agrandit. En effet, en intégrant Villepinte, il passe de une à deux communes. Dès lors, le canton de Villepinte est supprimé.

## Représentation

### Représentation avant 2015
| Période       | Période                 | Identité                      | Étiquette     | Qualité |
| ------------- | ----------------------- | ----------------------------- | ------------- | --- |
| 1964          | 1967                    | Georges Prudhomme (1929-2000) | PCF           | Ouvrier ajusteur Maire de Tremblay-lès-Gonesse (1965-1991) Conseiller général du canton de Tremblay-en-France (1967-1998) |
| 1967          | 10 octobre 1978 (décès) | André Toutain (1905-1978)     | SFIO puis PS  | Employé à la marine (en 1947), puis comptable (en 1953) Maire de Sevran (1959 → 1977) Décédé en fonction                  |
| novembre 1978 | 1998                    | Bernard Vergnaud (1932-2000)  | PCF           | Ancien adjoint au maire de Drancy Maire de Sevran (1977 → 1995) Suppléant du député François Asensi                       |
| 1998          | 2004                    | Michel Prin                   | PCF           | Agent technique chez Kodak Conseiller municipal de Sevran                                                                 |
| 2004          | 2011                    | Stéphane Gatignon             | PCF puis EÉLV | Collaborateur parlementaire Maire de Sevran (2001 → 2018) Conseiller régional d'Île-de-France (2010 → 2015)               |
| 2011          | 2015                    | Jean-François Baillon         | EÉLV          | Proviseur de lycée Adjoint au maire de Sevran                                                                             |

### Représentation depuis 2015
| Période élective | Période élective | Mandat | Mandat   | Identité          | Nuance | Nuance | Qualité |
| ---------------- | ---------------- | ------ | -------- | ----------------- | ------ | ------ | --- |
| 2015             | 2021             | 2015   | 2021     | Yvon Kergoat      |        | MoDem  | Fonctionnaire d'État retraité Ancien conseiller municipal de Sevran                                                       |
| 2015             | 2021             | 2015   | 2021     | Martine Valleton  |        | LR     | Maire de Villepinte (2001 → 2008 et 2014 → ) Ancienne conseillère générale du canton de Villepinte (2011 → 2015)          |
| 2021             | 2028             | 2021   | en cours | Stéphane Blanchet |        | DVG    | Archiviste Maire de Sevran (2018 → ) Vice-président du conseil départemental (2021 → )                                    |
| 2021             | 2028             | 2021   | en cours | Mélissa Youssouf  |        | EELV   | Consultante en affaires publiques Conseillère municipale de Villepinte Vice-présidente du conseil départemental (2021 → ) |

### Résultats détaillés

#### Élections de mars 2015
À l'issue du 1er tour des élections départementales de 2015, deux binômes sont en ballottage : Yvon Kergoat et Martine Valleton (Union de la Droite, 27,73 %) et Jean-François Baillon et Melissa Youssouf (Union de la Gauche, 27,34 %). Le taux de participation est de 32,85 % (13 605 votants sur 41 417 inscrits) contre 36,83 % au niveau départemental et 50,17 % au niveau national.
Au second tour, Yvon Kergoat et Martine Valleton (Union de la Droite) sont élus avec 50,12 % des suffrages exprimés et un taux de participation de 32,39 % (6 216 voix pour 13 417 votants et 41 417 inscrits).

#### Élections de juin 2021
Le premier tour des élections départementales de 2021 est marqué par un très faible taux de participation (33,26 % au niveau national). Dans le canton de Sevran, ce taux de participation est de 20,47 % (8 626 votants sur 42 145 inscrits) contre 24,35 % au niveau départemental. À l'issue de ce premier tour, deux binômes sont en ballottage : Stéphane Blanchet et Mélissa Youssouf (Union à gauche avec des écologistes, 41,98 %) et Philippe Geffroy et Martine Valleton (LR, 27,87 %).
Le second tour des élections est marqué une nouvelle fois par une abstention massive équivalente au premier tour. Les taux de participation sont de 34,36 % au niveau national, 26,47 % dans le département et 23,39 % dans le canton de Sevran. Stéphane Blanchet et Mélissa Youssouf (Union à gauche avec des écologistes) sont élus avec 57,51 % des suffrages exprimés (5 344 voix pour 9 864 votants et 42 175 inscrits),,.

## Composition

### Composition de 1964 à 1967
Le canton comptait trois communes.
- Sevran (chef-lieu)
- Tremblay-lès-Gonesse
- Villepinte

### Composition de 1967 à 2015
Le canton comptait une commune.
| Nom                | Code Insee | Codepostal | Superficie (km2) | Population (dernière pop. légale) | Densité (hab./km2) |
| ------------------ | ---------- | ---------- | ---------------- | --------------------------------- | ------------------ |
| Sevran (chef-lieu) | 93071      | 93270      | 7,28             | 49 442 (2012)                     | 6 791              |

### Composition depuis 2015
Le canton comprend désormais deux communes entières.
| Nom                            | Code Insee | Intercommunalité         | Superficie (km2) | Population (dernière pop. légale) | Densité (hab./km2) | Modifier                                    |
| ------------------------------ | ---------- | ------------------------ | ---------------- | --------------------------------- | ------------------ | ------------------------------------------- |
| Sevran (bureau centralisateur) | 93071      | Métropole du Grand Paris | 7,28             | 51 640 (2022)                     | 7 093              | modifier les données · modifier les données |
| Villepinte                     | 93078      | Métropole du Grand Paris | 10,37            | 39 647 (2022)                     | 3 823              | modifier les données · modifier les données |
| Canton de Sevran               | 9319       |                          | 17,65            | 91 287 (2022)                     | 5 172              | modifier les données                        |

## Démographie

### Démographie avant 2015
| 1968   | 1975   | 1982   | 1990   | 1999   | 2006   | 2011   | 2012   |
| ------ | ------ | ------ | ------ | ------ | ------ | ------ | ------ |
| 20 253 | 34 221 | 41 809 | 48 478 | 47 063 | 51 106 | 50 053 | 49 442 |

### Démographie depuis 2015
En 2022, le canton comptait 91 287 habitants, en évolution de +4,58 % par rapport à 2016 (Seine-Saint-Denis : +4,67 %, France hors Mayotte : +2,11 %).
| 2013   | 2018   | 2022   |
| ------ | ------ | ------ |
| 84 794 | 88 505 | 91 287 |